# Sipalolasma ellioti
Sipalolasma ellioti är en spindelart som beskrevs av Simon 1892. Sipalolasma ellioti ingår i släktet Sipalolasma och familjen Barychelidae.
Artens utbredningsområde är Sri Lanka. Inga underarter finns listade i Catalogue of Life.